# 莱阿斯纳县
萊阿斯納縣（英語：Leasina County）是美屬薩摩亞西區的一個縣。
萊阿斯納縣第一次的人口紀錄是從1912年的特別人口普查開始的。從1920年開始，每十年進行一次定期人口普查。
萊阿斯納縣轄下有艾圖拉吉、奧洛烏、阿蘇三個村莊。